# Jean-Pierre Delville
Jean-Pierre Delville (Luik, 29 april 1951) is een Belgisch geestelijke. Hij werd in 2013 door paus Franciscus benoemd tot de 92ste bisschop van het bisdom Luik.

## Levensloop
Delville werd geboren in een gezin met vier kinderen. Zijn vader is architect en zijn moeder boekhoudster. Hij volgde na het lager onderwijs zijn secundaire opleiding in zijn geboortestad Luik. Alvorens te beginnen met zijn priesteropleiding behaalde hij het diploma van licentiaat in de geschiedenis en volgde hij een muzikale opleiding aan het conservatorium te Luik.
Aan het Leo XIII-seminarie te Leuven behaalde hij een baccalaureaat in de wijsbegeerte en aan de Pauselijke Universiteit Gregoriana in Rome dit van theologie en het licentiaatsdiploma in de Bijbelse Wetenschappen. Hij werd tot priester gewijd in september 1980 en was onder meer president van het Sint-Paulusseminarie in Louvain-la-Neuve. Sinds 1996 is hij docent aan de Université catholique de Louvain.
Hij werd op 31 mei 2013 door paus Franciscus benoemd en op 14 juli 2013 gewijd tot bisschop van het bisdom Luik.
- Bibliothèque nationale de France: cb124476845 (data)
- Gemeinsame Normdatei: 102134964X
- International Standard Name Identifier: 0000 0000 8143 3852
- Library of Congress Control Number: nr95025684
- Nationale Bibliotheek van Israël: 987007302812705171
- Nationale Bibliotheek van Polen: a0000002763347
- Nederlandse Thesaurus van Auteursnamen: 083287191
- Système universitaire de documentation: 033628173
- Virtual International Authority File: 64100295
- WorldCat: E39PBJdrGGRbpKQGrfhWYfkYyd